# Miristhma
Miristhma is een geslacht van vliesvleugeligen uit de familie Pteromalidae. De wetenschappelijke naam van dit geslacht is voor het eerst geldig gepubliceerd in 1993 door Boucek.

## Soorten
Het geslacht Miristhma omvat de volgende soorten:
- Miristhma aenea Boucek, 1993
- Miristhma peckorum Boucek, 1993